# Aki Hoshino
 (mars 2009).
Si vous disposez d'ouvrages ou d'articles de référence ou si vous connaissez des sites web de qualité traitant du thème abordé ici, merci de compléter l'article en donnant les références utiles à sa vérifiabilité et en les liant à la section « Notes et références ».
Pour les articles homonymes, voir Hoshino.
Aki Hoshino (ほしの あき, née le 14 mars 1977) est une des idoles top modèles les plus connues du Japon. Elle a posé pour de nombreux magazines masculins, et apparaît souvent lors des émissions télévisées en tant qu'invitée.

## 2008
- Gokusen 3 (avril 2008) - Ayukawa Sakura (School Nurse)
- Sneaker Lover (mars 2008)

## 2007
- Star-revealed (février 2007)

## 2006
- Marriage Life (Dec. 2006)
- Koibito Gokko (Oct. 2006)
- Finder Love Guide DVD (septembre 2006)
- Bengoshi no Kuzu DVD Box (Japanese TV series) (septembre 2006)
- Gekkan Aki Hoshino Special (Aug. 2006)
- Hoshino Expo (juillet 2006)
- Watashi Tonjaimashita (juillet 2006)
- Play H (juillet 2006)
- Aki-Time (Juin 2006)
- Girls love live (avril 2006)
- Portfolio (janvier 2006)
- Kachikomi Keiji Ondorya! Daisosasen Shinsaibashi o Fusa seyo (Japanese movie) (janvier 2006)

## 2005
- Gekkan Aki Hoshino (décembre 2005)
- I Wish You Love (septembre 2005)
- NyaaA! (CD+DVD) (septembre 2005)
- With you -Aki Hoshino (Aug. 2005)
- Honey Angel (Mai 2005)
- Beach Angels in Hawaii (avril 2005)
- Kekko Kamen SURPRISE (février 2005)
- STAR (janvier 2005)

## 2004
- Yaju no Shori Join 1316 (décembre 2004)
- Kekko Kamen RETURNS (novembre 2004)
- Silky Collection Se-jo!! (novembre 2004)
- Mangekyo (Oct. 2004)
- Se-jo! Series B: Aki Hoshino (septembre 2004)
- Darn-Tarn (Mai 2004)
- Milk (mars 2004)
- G Girl Private 001 (janvier 2004)

## 2003
- AAA - Triple A (décembre 2003)
- H School (Oct. 2003)
- Play H (février 2003)

## 2002
- I am Hoshino Aki (Aug. 2002)